# Portret kartuzijana
Portret kartuzijana je slika v olju na hrastovi tabli staronizozemskega slikarja Petrusa Christusa iz leta 1446. Delo je del zbirke Jules Bache, ki se nahaja v Metropolitanskem muzeju umetnosti v New Yorku.
Velja za mojstrovino staronizozemskega slikarstva in zaradi muhe, naslikane proti dnu slike, vidni zgodnji primer trompe l'oeil.

## Opis

### Menih
Portret kartuzijana prikazuje tričetrtinski portret anonimnega kartuzijanskega meniha, ujetega sredi obrata, ki gleda naravnost v gledalca. Ker je menihovo telo obrnjeno na njegovo levo, mora pogledati čez desno ramo, da pogleda gledalca in ustvari nekoliko okorno diagonalno pozo. Petrus Christus to uravnoteži s premikom osi menihovega obraza v desno in ga postavi tik ob sredino.  Z nadaljnjim modeliranjem menihove desne rame bolj kot leve rame Christus eno stran telesa približa gledalcu in doda delu več globine. Tudi razmerja menihovega obraza so pretirana; nos in oči so bili namensko podaljšani. Splošni učinek je pretirana silhueta, kompozicijske tehnike, ki je v staro nizozemskem slikarstvu pogosto ne najdemo.

### Okolje in svetloba
Omeniti velja tudi osvetlitev, ki jo je uporabil Petrus Christus. Menih se kopa v močni svetlobi in njegovo postavo dramatično postavlja v prostor, ki ga zaseda. Medtem ko je ta močna svetloba značilna za sodobnike, kot je Jan van Eyck, Christusov dodatek drugega, nasprotujočega si svetlobnega vira za menihom označuje ta portret kot značilen. Zdi se, da je svetloba na levi odsev v sobi, vendar se zdi, da svetloba, ki kopa meniha, prihaja iz zunanjega vira, morda nevidnega okna. Rezultat tega je, da svetloba prihaja tako znotraj kot zunaj slikovnega prostora, pri čemer je menih (zlasti vzdolž kapuce ogrinjala) stičišče obeh. Menih je torej uokvirjen s svetlobno strukturo z dvema viroma, ki Christusu omogoča, da uporabi veliko polnejši in bogatejši spekter barv in senčenja, kot bi ga imela svetlobna struktura z enim virom. Ta zapletena shema osvetlitve je razlog, da se Portret kartuzijana zdi popolnoma tridimenzionalen in realen.

### Muha intrompe l'oeil
Portret kartuzijana [[trompe l'oeil muho prikazuje na sredini spodnjega okvirja. Dodajanje muhe trompe l'oeil umetniškim delom naj bi se začelo v 15. stoletju, ravno ko je Christus začel delovati. Umetnostni zgodovinarji so na splošno razdeljeni med dve različni interpretaciji uporabe. Številni verjamejo, da muha prikazuje versko simboliko, deluje kot konotacija greha, korupcije, smrtnosti itd., drugi verjamejo, da je bila muha uporabljena za vzbujanje takšnih podob v povezavi s Satanovim imenom Beelzebub - Gospodar muh. V zadnjem času umetnostni zgodovinarji na vključevanje muhe trompe l'oeil začenjajo gledati kot na poklicno vizitko, umetnostni zgodovinar Felix Thülemann pa to opisuje kot »samozavestno predstavitev vrhunske slikarske moči«. Menijo, da se prav zato muha na splošno pojavlja ob umetnikovem podpisu (položaj muhe tik ob ‘Petrus ΧΡΙ Me Fecit’ (XPI za Christus) namiguje, da je muha morda prej referenca ‘jaz’ kot slika).

### Nimb in obnova 1994
Portret kartuzijana je imel svetniški sij nad menihovo glavo, ko ga je leta 1944 pridobil Metropolitanski muzej umetnosti. Vendar so svetniški siji v staronizozemskem slikarstvu izjemno redki, in za Portret kartuzijana se je že dolgo ugibalo. Leta 1994 je skupina zgodnjih nizozemskih strokovnjakov v okviru priprav na Met-ovo razstavo Petrus Christus: Renesančni mojster iz Bruggea javno preverila pristnost svetniškega sija in ga določila za dodatek. Skupina se je na splošno strinjala, da so nimb verjetno dodali v Španiji v 17. stoletju - posnemajoč italijanski trend - kjer je postal del zbirke don Ramona de Omsa, podkralja Majorke, ki je delo leta 1911 prodal ameriškemu industrialcu Julesu Bacheju. Ekipa je priporočila odstranitev svetniškega sija, da bi bila slika bolj estetsko verodostojna. Christus je bil eden prvih nizozemskih slikarjev, ki se je resnično poigraval z iluzijo prostora in svetlobe. Dodatek svetniškega sija pa je gledalca prisilil, da je pogledal v ospredje in je zato prostor uokviril na način, ki ga Christus nikoli ni mislil. Od odstranitve svetniškega sija je Met nadaljeval z odstranjevanjem drugih dodanih nimbov v Christusovih delih, predvsem v Portretu zlatarja.